# Boutsounaria
Boutsounaria, en  griego  : Μπουτσουνάρια, es un pueblo situado en Creta, Grecia. Se encuentra en el Distrito Regional de Chania , a unos 10 kilómetros al sur de Chania .
En 1858 y 1866, Boutsounaria fue el lugar de reunión de los insurgentes cretenses, reunidos para obtener concesiones del poder otomano en el lugar.
- Datos: Q2922630